# Daniel Schnider
Daniel Schnider, nacido el 20 de noviembre de 1973 en Hasle, es un ciclista suizo, ya retirado, que fue profesional entre los años 1996 y 2006.

## Palmarés
1999
- 2º en el Campeonato de Suiza en Ruta

2000
- À travers Lausanne

2001
- 3º en el Campeonato de Suiza en Ruta
- 1 etapa del Ciruit des Mines

2003
- Campeón de Suiza en ruta

## Resultados en las grandes vueltas
| Carrera         | 1996 | 1997 | 1998 | 1999 | 2000 | 2001 | 2002 | 2003 | 2004 | 2005 | 2006 |
| --------------- | ---- | ---- | ---- | ---- | ---- | ---- | ---- | ---- | ---- | ---- | ---- |
| Giro de Italia  | -    | -    | -    | -    | 91.º | -    | -    | -    | 45.º | 76.º | -    |
| Tour de Francia | -    | -    | -    | -    | -    | 66.º | -    | -    | -    | -    | -    |
| Vuelta a España | -    | -    | -    | -    | -    | -    | 68.º | -    | -    | -    | -    |
| Mundial en Ruta | -    | -    | -    | -    | 56°  | 67°  | -    | 43°  | 43°  | -    | -    |

-: no participa

Ab.: abandono